# Iglesia de San Esteban (Cienfuegos)

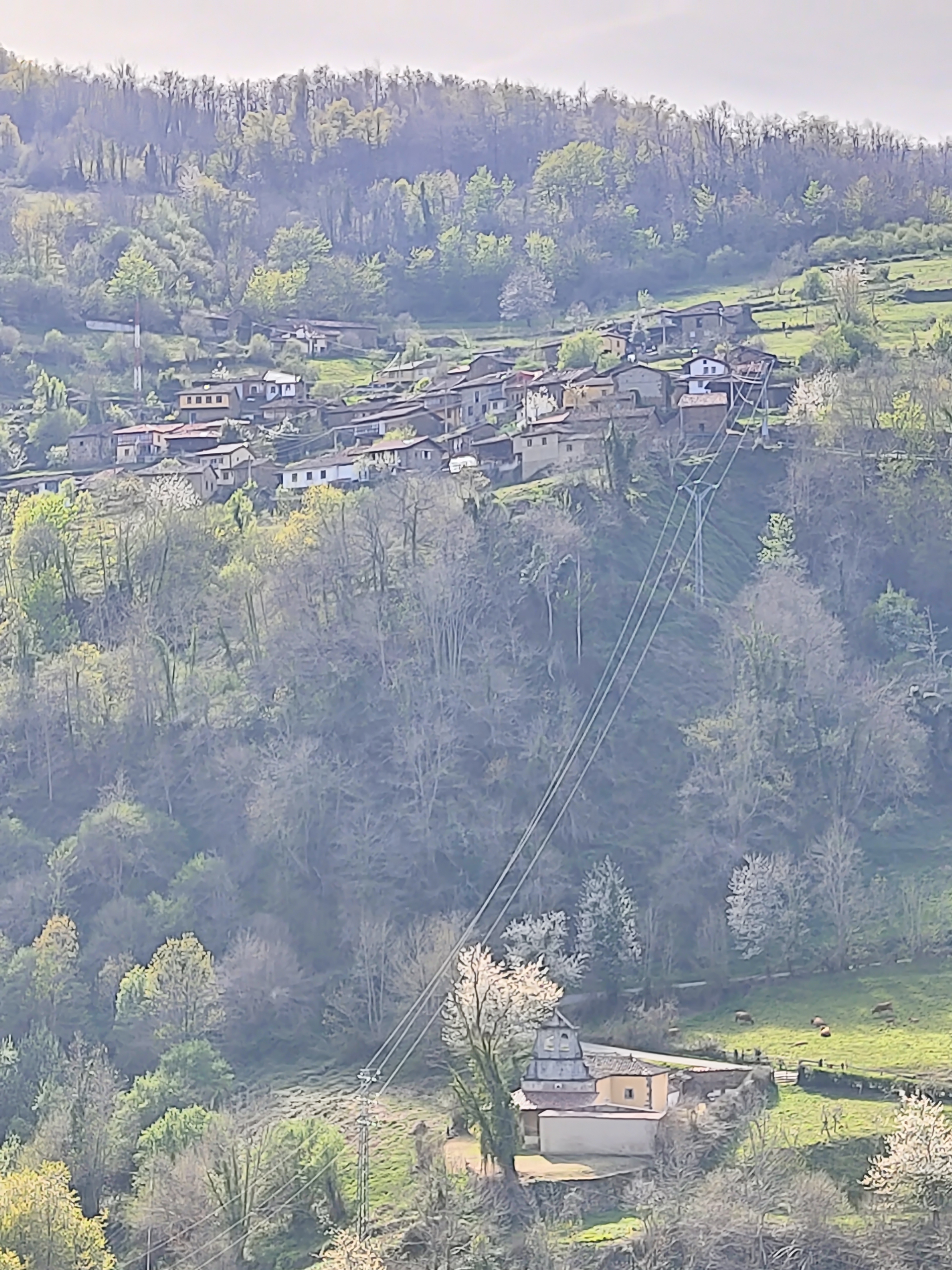
Iglesia de Cienfuegos vista general con el pueblo

Es la iglesia parroquial situada en el pueblo de Cienfuegos (Quirós), concejo de Quirós(Asturias). Está situada al borde de la carretera que da acceso al pueblo y tiene adosado el cementerio local. Aparece mencionada en documentación alto medieval conservada en la diócesis de Oviedo aunque el templo actual data del siglo XIV con reformas posteriores. Consta de una nave única con tribuna y techo de madera aunque pudo estar abovedada en un principio dada la presencia de arcos laterales de descarga. El presbiterio está cubierto con bóveda de cañón y conserva restos de pinturas murales, ocultas en su mayor parte por un enlucido posterior. En el lateral derecho hay una capilla con bóveda de crucería y una sacristía. Conserva retablos de mediados del siglo XVIII y la Pila bautismal donde fue bautizado en 1821 Melchor García Sampedro más conocido como San Melchor de Quirós, Primer Santo Asturiano. Exteriormente presenta un pórtico o cabildo con cubierta de madera, grandes contrafuertes en los muros exteriores y una espadaña construida a mediados del siglo XIX con sillería de piedra caliza. En el año 1999-2000 fue restaurada por el Gobierno del Principado de Asturias.